# Marco Dispaltro
Marco Dispaltro, né le 2 août 1967 à Montréal (Québec), est un athlète paralympique de boccia et conférencier canadien. Il a participé à trois Jeux paralympiques et trois Jeux parapanaméricains.

## Compétitions
En 2012, aux Jeux paralympiques de Londres, il remporte la médaille de bronze en boccia avec son coéquipier Josh Vander Vies.
En 2015, il est le porte-drapeau du Canada aux Jeux parapanaméricains de Toronto.